# Armstrong Siddeley Sapphire (Auto)
Der Armstrong Siddeley Sapphire ist ein Pkw, den der britische Hersteller Armstrong Siddeley von 1953 bis 1960 als Nachfolger der Modelle Lancaster und Whitley fertigte.
Gemeinsam ist allen Sapphire der traditionelle Kühlergrill mit einer Sphinx als Kühlerfigur. Bei einigen Modellen hat die Sphinx Flügel eines Flugzeuges mit kleinen Strahltriebwerken vom Typ Sapphire.

## Sapphire 346
Der Sapphire 346 wurde als erster Sapphire Ende 1952 als Jahrgang 1953 vorgestellt. Er hatte einen obengesteuerten Sechszylinder-Reihenmotor mit halbkugelförmigen Brennräumen und einem Hubraum von 3435 cm³. Mit einem Stromberg-Vergaser leistete der 7:1 verdichtete Motor 120 bhp (88 kW) bei 4400/min. Auf Wunsch war gegen 25 £ Aufpreis auch eine Version mit zwei Stromberg-Vergasern erhältlich, die 150 bhp (110 kW) bei 5000/min. abgab. Die Fahrzeuge mit Einvergasermotor erreichten eine Höchstgeschwindigkeit von 146 km/h, die mit Zweivergasermotor 160 km/h, waren also echte „Hundertmeilenautos“.
Vorne hatten die Wagen Einzelradaufhängung mit Schraubenfedern, hinten eine angetriebene Starrachse, die an Längsblattfedern hing. Die Bremsanlage von Girling war vollhydraulisch; ihre Bremstrommeln hatten an allen vier Rädern einen Durchmesser von 279 mm.
Der Limousinenaufbau war ohne Aufpreis mit vier oder sechs Seitenfenstern erhältlich; vorn gab es nach Wahl entweder eine Sitzbank oder Einzelsitze. Die Sitze waren mit Leder bezogen und das Armaturenbrett und die Türen mit Walnußfurnier verkleidet. Eine Heizung war serienmäßig.
Ebenfalls serienmäßig war ein manuelles Vierganggetriebe. Auf Wunsch konnte man ein Wilson-Vorwählgetriebe gegen 30 £ Aufpreis ordern. Ab 1954 gab es auf Wunsch auch ein vollautomatisches Getriebe.
1955 brachte man eine Limousine auf einem längeren Fahrgestell heraus. Der 7:1 verdichtete Motor hatte einen einzelnen Stromberg-Vergaser und leistete 125 bhp (92 kW) bei 4700/min. Das Vorwählgetriebe gehörte bei diesem Modell zur Serienausstattung, auf Wunsch war aber auch das manuelle Vierganggetriebe erhältlich.
Alle in die USA exportierten Wagen hatten den Zweivergaser-Motor.

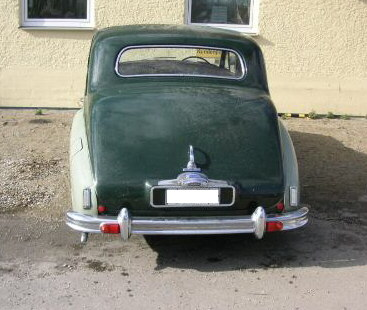
Heckansicht

Ein Saloon mit Zweivergaser-Motor und manuellem Getriebe wurde 1953 von der britischen Autozeitschrift “The Motor” getestet. Dabei wurden eine Höchstgeschwindigkeit von 160,36 km/h und eine Beschleunigung von 0–100 km/h in 13 sec. ermittelt. Der Benzinverbrauch betrug 15,1 l/100 km/h. Der Testwagen kostete 1757 £ einschl. Steuern.
Bis 1959 entstanden 7697 Exemplare des Sapphire 346.

## Sapphire 234 und Sapphire 236

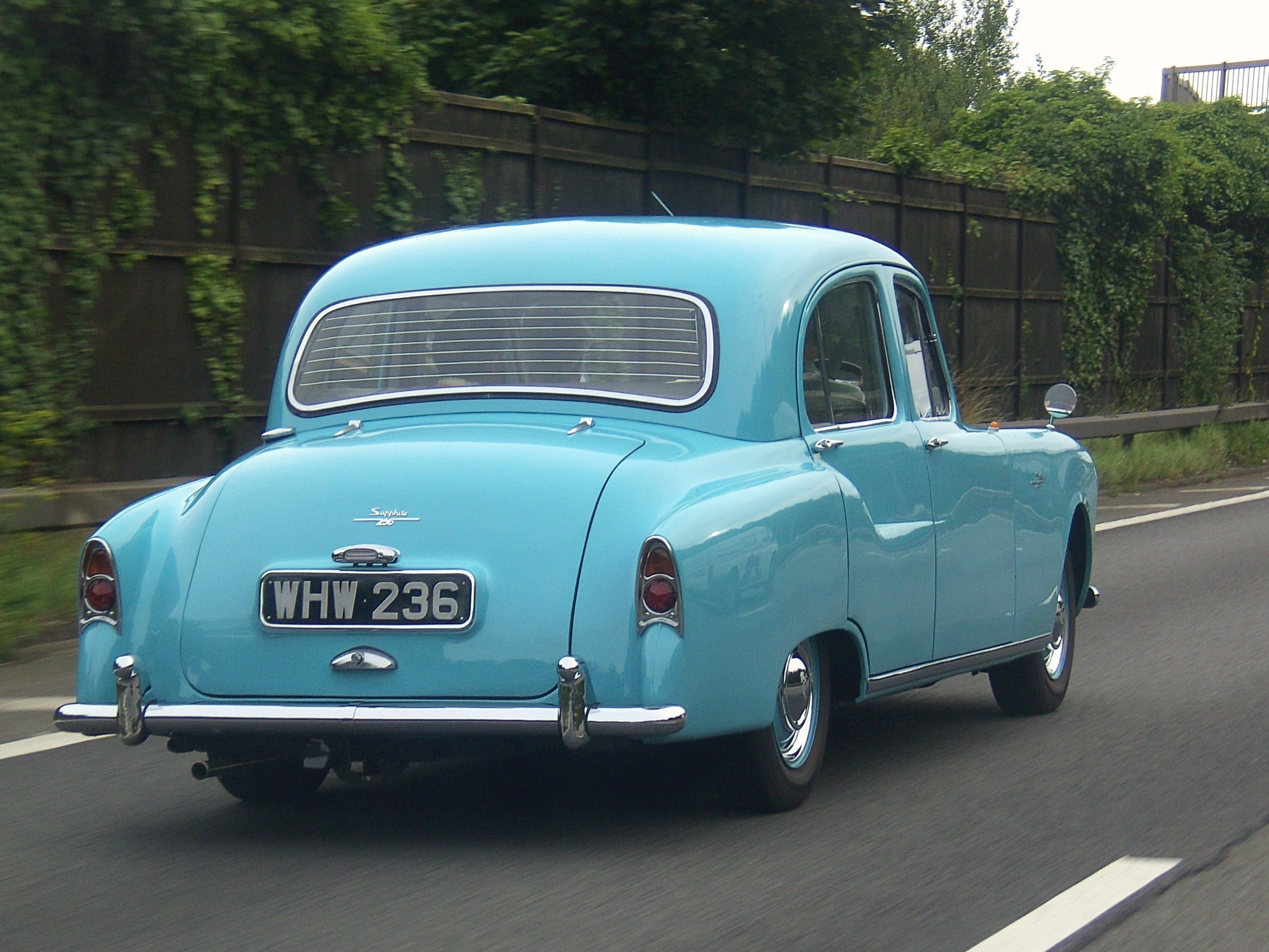
Armstrong Siddeley Sapphire 236 (1956)

Die Modelle Sapphire 234 und Sapphire 236 hatten das gleiche Fahrwerk und waren mit identischen Karosserien verfügbar, besaßen aber unterschiedliche Motoren. Nur für den 234 waren außer den üblichen Scheibenrädern auf Wunsch auch Drahtspeichenräder erhältlich.
Der 234 wurde ab 1955 angeboten und hatte den um zwei Zylinder verkürzten Motor des 346. Dieser Motor hatte also einen Hubraum von 2290 cm³ (Bohrung × Hub = 90 mm × 90 mm), war 7,5:1 verdichtet und lieferte mit zwei SU-Vergasern 120 bhp (88 kW) bei 5000/min. Serienmäßig war ein manuelles Vierganggetriebe, auf Wunsch mit Overdrive.
Die Höchstgeschwindigkeit des nur als viertürige Limousine erhältlichen Wagens wird mit 155 km/h angegeben. Bis 1958 wurden 803 Exemplare gebaut.
Der 236 wurde ebenfalls ab 1955 angeboten und hatte einen obengesteuerten Sechszylinder-Reihenmotor mit 2309 cm³ Hubraum (Bohrung × Hub = 70 mm × 100 mm), wie der Whitley. Dieser war ebenfalls 7,5:1 verdichtet, hatte aber einen einzelnen Stromberg-Vergaser. Damit leistete er 85 bhp (62,5 kW) bei 4400/min. Serienmäßig war, wie beim Vierzylindermodell, ein manuelles Vierganggetriebe, die meisten Kunden orderten aber die Halbautomatik „Manumatic“ von Lockheed. Einen Overdrive gab es für beide Getriebe.
Die Höchstgeschwindigkeit betrug 136 km/h. Bis 1957 entstanden 603 Sapphire 236.

## Star Sapphire
Der Star Sapphire wurde als Saloon am 17. Oktober 1958 vorgestellt. Der Wagen bot die beherrschende Fahrerposition des Vorgängers Sapphire 346. Ihm gegenüber gab es nur wenige Veränderungen, jedoch erstreckte sich der Kühlergrill nicht mehr auf die Oberseite der Motorhaube und es gab etliche kleinere Verbesserungen.
Der Sechszylinder-Reihenmotor hatte einen um 16 % größeren Hubraum von 3990 cm³ (Bohrung × Hub = 97 mm × 90 mm), war 6,5:1 verdichtet und leistete mit zwei Zenith-Vergasern 165(SAE)/147(DIN) bhp (121(SAE) kW) bei 4250/min. Wichtiger war aber noch das gegenüber dem Vorgänger um 30 % höhere Drehmoment. Haupt- und Pleuellager waren nun aus Indium und die Kurbelwelle war mit einem Vibrationsdämpfer versehen. Die Höchstgeschwindigkeit wird mit 159 km/h angegeben.
Das Fahrwerk wurde in etlichen Punkten verbessert. Es gab servounterstützte Girling-Bremsen, vorn mit Scheiben von 144 mm Durchmesser. Die neue, serienmäßige Servolenkung war als Kugelumlauflenkung ausgeführt und sorgte für einen um 1,37 m geringeren Wendekreisdurchmesser. Es gab ein Automatikgetriebe von BorgWarner, Typ DG. Mit einem Hebel am Armaturenbrett konnte man sie in der mittleren Fahrstufe bei 35 mph (56 km/h), 45 mph (72 km/h), 55 mph (88 km/h) oder 65 mph (104 km/h) halten.
Alle vier Türen waren nun vorn angeschlagen und die Scharniere verdeckt eingebaut. Es gab eine eigene Heizung für die Fondspassagiere mit Belüftungsöffnungen für das Heckfenster. All diese Neuerungen waren serienmäßig eingebaut, da man glaubte, dass die jeweiligen Alternativen zu unbefriedigenden Lösungen geführt hätten.

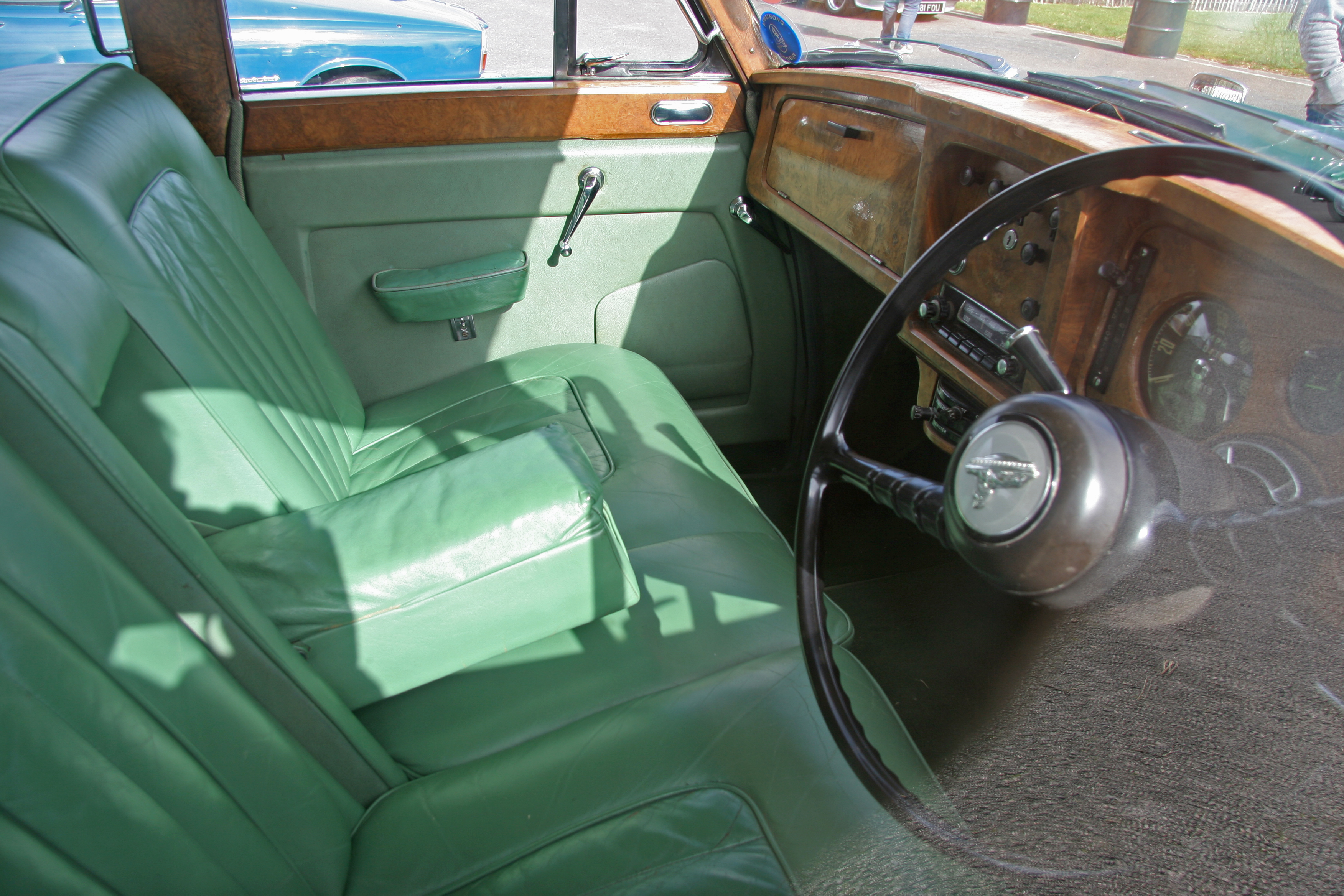
Innenraum der Star Sapphire Limousine oben

1959 wurde nach dem Muster der Saloon eine Pullman-Limousine auf verlängertem Fahrgestell vorgestellt. Ihr Motor war 7,5:1 verdichtet und hatte nur einen einzelnen Zenith-Vergaser. So leistete die Maschine 140 bhp (103 kW) bei 4000/min.
Bis 1960 entstanden 902 Saloon auf kurzem Fahrgestell und 77 Exemplare auf dem langen Fahrgestell. 73 davon (einschl. zwei Prototypen) wurden als Pullman-Limousinen aufgebaut. Von den vier verbleibenden langen Fahrgestellen wurden drei als Leichenwagen und eines als Ambulanzwagen ausgeliefert.
1958 gewann der Star Sapphire den mit 4000 £ dotierten ersten Preis in der Karosserieklasse für Viertürer der Earls Court Motor Show, noch vor einer Austin Princess-Pullman-Limousine und einem Jaguar Mark IX.
Ein Saloon mit Automatikgetriebe wurde 1959 von der britischen Autozeitschrift “The Motor” getestet. Dabei wurden eine Höchstgeschwindigkeit von 159,56 km/h und eine Beschleunigung von 0–100 km/h in 14,8 sec. ermittelt. Der Benzinverbrauch betrug 18,3 l/100 km/h. Der Testwagen kostete 2498 £ einschl. Steuern.

### Marktsituation
Folgende Kaufpreise waren im Oktober 1958 im Vereinigten Königreich zu bezahlen:
- Armstrong Siddeley Star Sapphire: 2646 £
- Daimler Majestic: 2492 £
- Jaguar Mark IX mit Automatikgetriebe: 2163 £
- Jaguar XK 150: 1939 £
- Humber Super Snipe mit Automatikgetriebe: 1666 £

## Star Sapphire Mark II
Der Star Sapphire Mark II sollte 1960 den Star Sapphire ersetzen. Es entstand aber nur ein Prototyp.

## Sonstiges
- Im James-Bond-Roman Diamantenfieber wird James Bond am Hotel Ritz in London mit einem Armstrong Siddeley Sapphire als Chauffeurslimousine abgeholt. Das Baujahr des Wagens wird in dem 1956 geschriebenen Roman nicht erwähnt. Der Wagen hat rote Händlerkennzeichen.
- Im Film Keiner ging an ihr vorbei wird Kathy Allen – gespielt von Arlene Dahl – am Flughafen in London mit einer schwarzen Pullman-Limousine vom Typ Armstrong Siddeley Sapphire abgeholt und ins The-May-Fair-Hotel gebracht.[9]